# Child Rebel Soldier
Child Rebel Soldier (CRS) – amerykańska supergrupa hip-hopowa założona w 2007 przez Kanye Westa (Rebel), Pharrella Williamsa (Soldier) i Lupe Fiasco (Child). Zespół zadebiutował w maju 2007 singlem US Placers, zawierającym sample z utworu The Eraser Thoma Yorke'a. Singel znalazł się na 47. miejscu listy "100 Best Songs of 2007" magazynu Rolling Stone.

## Dyskografia
Single
- "Us Placers" (2007)